# ZALA Lancet

La ZALA Lancet (en ruso: Ланцет, designación oficial: artículo 52/artículo 51) es una munición merodeadora desarrollada por la compañía rusa ZALA Aero Group (parte de Kalashnikov Concern) para las Fuerzas Armadas Rusas. Se presentó por primera vez en junio de 2019 en la exposición militar ARMY-2019 en Moscú. Es un desarrollo posterior de la munición merodeadora ZALA KYB-UAV (también conocida como KUB-BLA). 

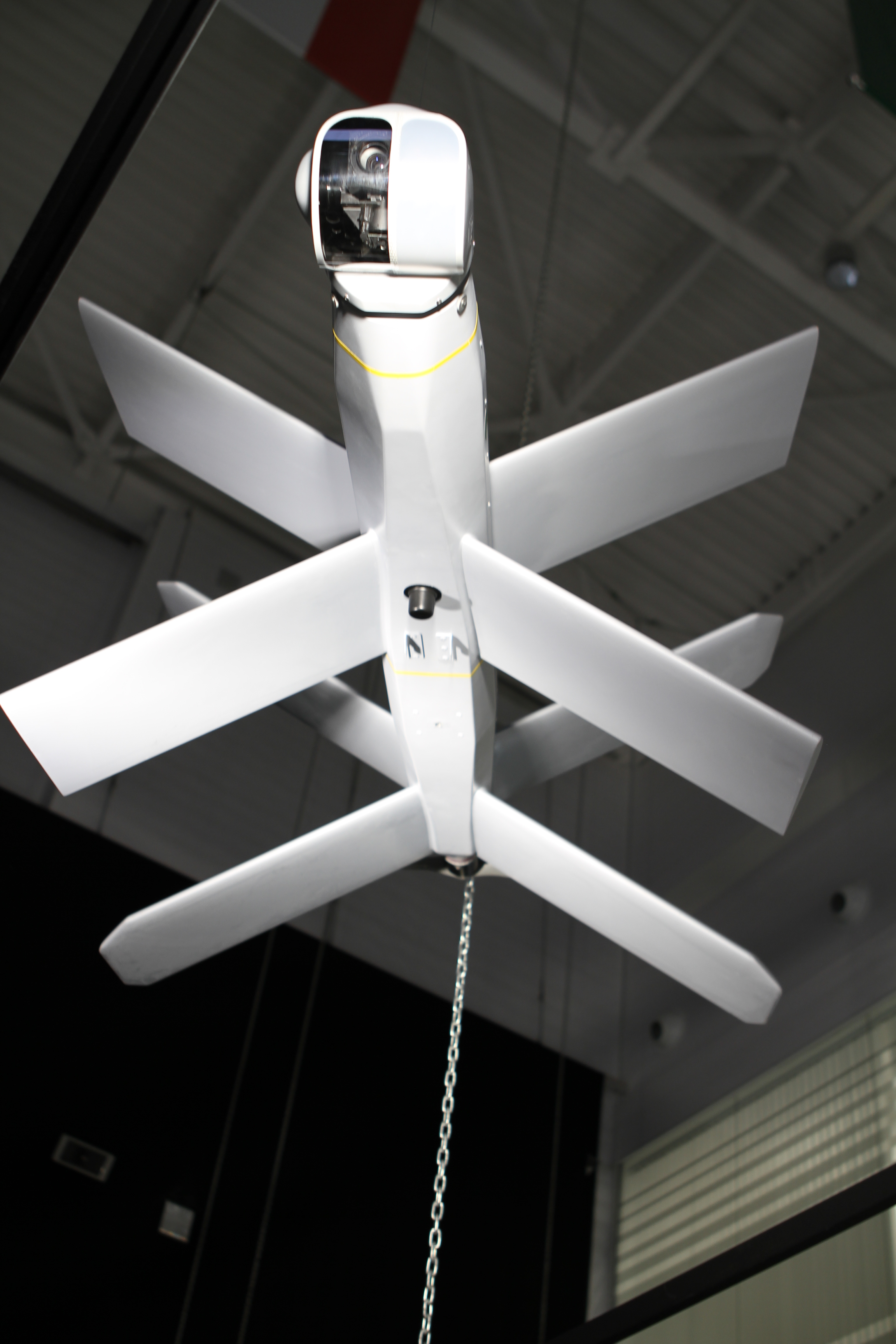
ZALA Lancet, vista frontal

## Descripción

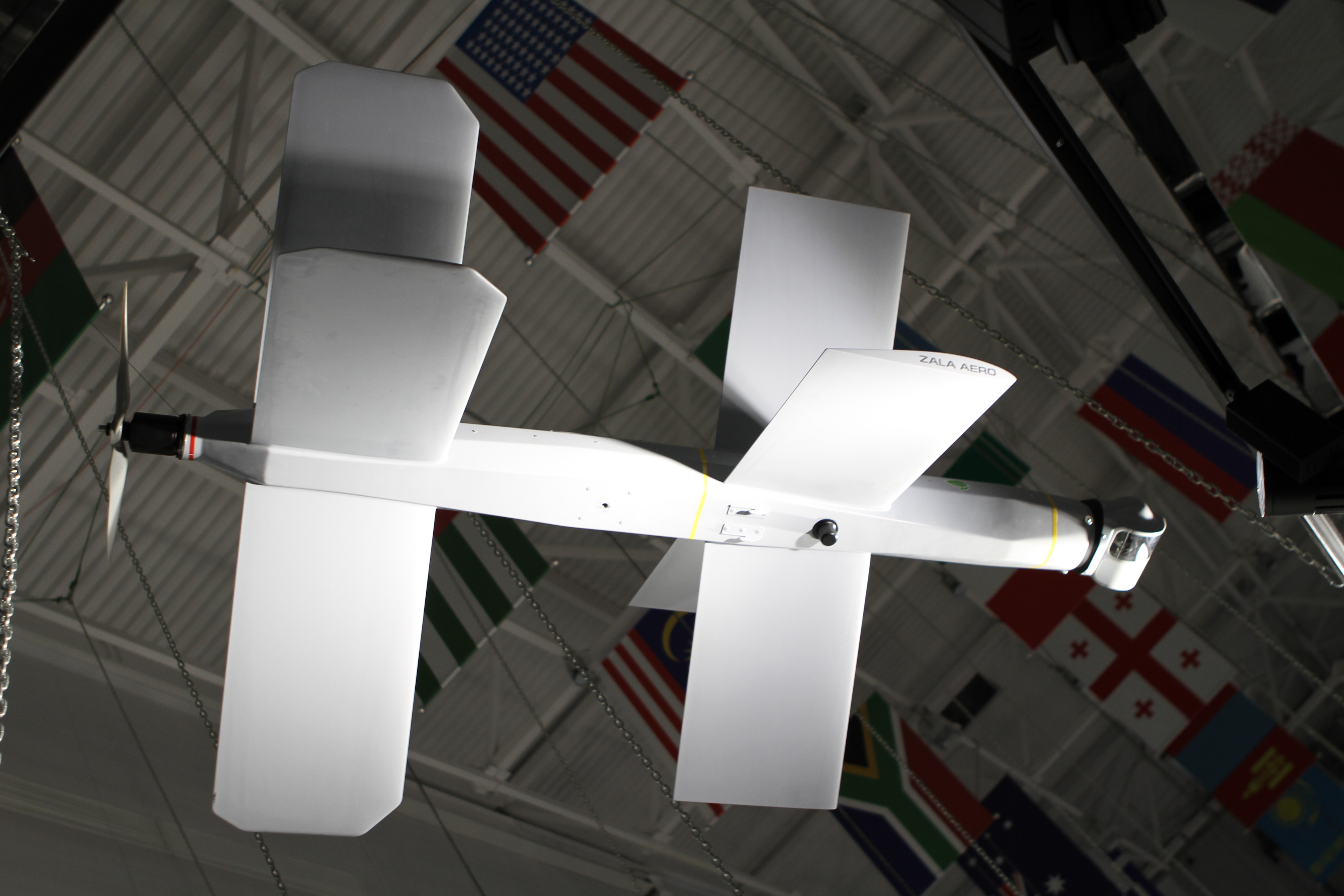
ZALA Lancet, vista lateral

El ZALA Lancet se puede utilizar tanto para misiones de reconocimiento como de ataque. Tiene un alcance máximo de 40 kilómetros (24,9 mi) y un peso máximo de despegue (MTOW) de hasta 12 kilogramos (26,5 lb). En el modo de combate, se puede armar con ojivas de alto explosivo (HE) o HE-fragmentación. Cuenta con guía óptica-electrónica y unidad de guía de TV, que permite controlar la munición durante la etapa terminal del vuelo. El dron cuenta con módulos de inteligencia, navegación y comunicaciones. Según Zala El diseñador jefe de Aero Alexander Zakharov, el Lancet se puede utilizar en el llamado papel de "minería aérea". En esta función, el dron se sumerge a la máxima velocidad hasta 300 kilómetros por hora (186,4 mph) y golpea a los vehículos aéreos de combate no tripulados enemigos (UCAV) en pleno vuelo. Lancet se puede lanzar a través de un lanzador de catapulta desde plataformas terrestres o marítimas como las lanchas patrulleras clase Raptor. El dron funciona con un motor eléctrico.

## Historial operativo
La Lancet ha sido probada en combate en Siria durante la intervención militar rusa en la guerra civil siria desde al menos noviembre de 2020. En abril de 2021, participó en ataques contra Tahrir al-Sham en la Gobernación de Idlib.
El 8 de junio de 2022, la corporación de defensa rusa Rostec anunció que se desplegaron drones Lancet y KUB durante el conflicto ruso-ucraniano de 2022. Un mes después, el primer video de su combate surgió en Ucrania.  Destruyendo sistemas de defensa, obuses autopropulsados, tanques y camiones militares. Entre los objetivos dañados o destruidos se encontraban los sistemas de defensa aérea S-300, sistema de misiles Buk-M1, tanques T-64, obuses M777, M109, FH70 y CAESAR. Algunos suministrados por occidente, siendo destruidos por el Lancet. El 4 de noviembre de 2022, un Gyurza-M de la Armada de Ucrania fue dañada por un dron Lancet, la primera vez que un Lancet atacó un objetivo naval durante la guerra.
En junio de 2023, con el inicio de la contraofensiva del este y del sur de Ucrania de 2023, se reporta la destrucción de al menos un tanque Leopard 2A6 y haber dañado a otros mediante municiones merodeadoras Zala Lancet.
El 4 de septiembre de 2023, se confirmó la destrucción de un tanque Challenger 2  en servicio con el Ejército ucraniano que se deduce fue destruido por un misil antitanque ruso Kornet. Por otro lado, se indica que el tanque quedó inmovilizado por una mina y posteriormente fue rematado por municiones merodeadoras Zala Lancet.
El 19 de septiembre, un Mikoyan MiG-29 en tierra de la Fuerza Aérea Ucraniana fue atacado por un dron suicida Zala Lancet a una distancia de aproximadamente 65 km del frente, que aunque no le impactó directamente, ocasionó daños en el fuselaje y morro de la aeronave.
En agosto de 2024, en la ofensiva ucraniana en Kursk, una munición merodeadora Lancet, impactó en el techo de un tanque de origen británico Challenger 2 en uso por fuerzas ucranianas. La explosión resultante destruyó por completo al vehículo y voló su torreta.  Días antes, un M1A1 Abrams fue atacado por un Lancet. 

## Operadores
Rusia
- Fuerzas Armadas de Rusia

## Similares
- AeroVironment Switchblade
- Serie de municiones merodeadoras HERO
- HESA Shahed 136